# Cialitos
Cialitos es un barrio ubicado en el municipio de Ciales en el Estado Libre Asociado de Puerto Rico. En el Censo de 2010 tenía una población de 1449 habitantes y una densidad poblacional de 60,82 personas por km².

## Geografía
Cialitos se encuentra ubicado en las coordenadas 18°15′30″N 66°32′8″O / 18.25833, -66.53556. Según la Oficina del Censo de los Estados Unidos, Cialitos tiene una superficie total de 23.82 km², que corresponden a tierra firme.

## Demografía
Según el censo de 2010, había 1449 personas residiendo en Cialitos. La densidad de población era de 60,82 hab./km². De los 1449 habitantes, Cialitos estaba compuesto por el 88.54% blancos, el 5.31% eran afroamericanos, el 0.21% eran amerindios, el 0.07% eran asiáticos, el 4.14% eran de otras razas y el 1.73% pertenecían a dos o más razas. Del total de la población el 99.59% eran hispanos o latinos de cualquier raza.